# Tello (Huila)
Tello é um município da Colômbia, localizado no departamento de Huila.